# Arquitetura rupestre

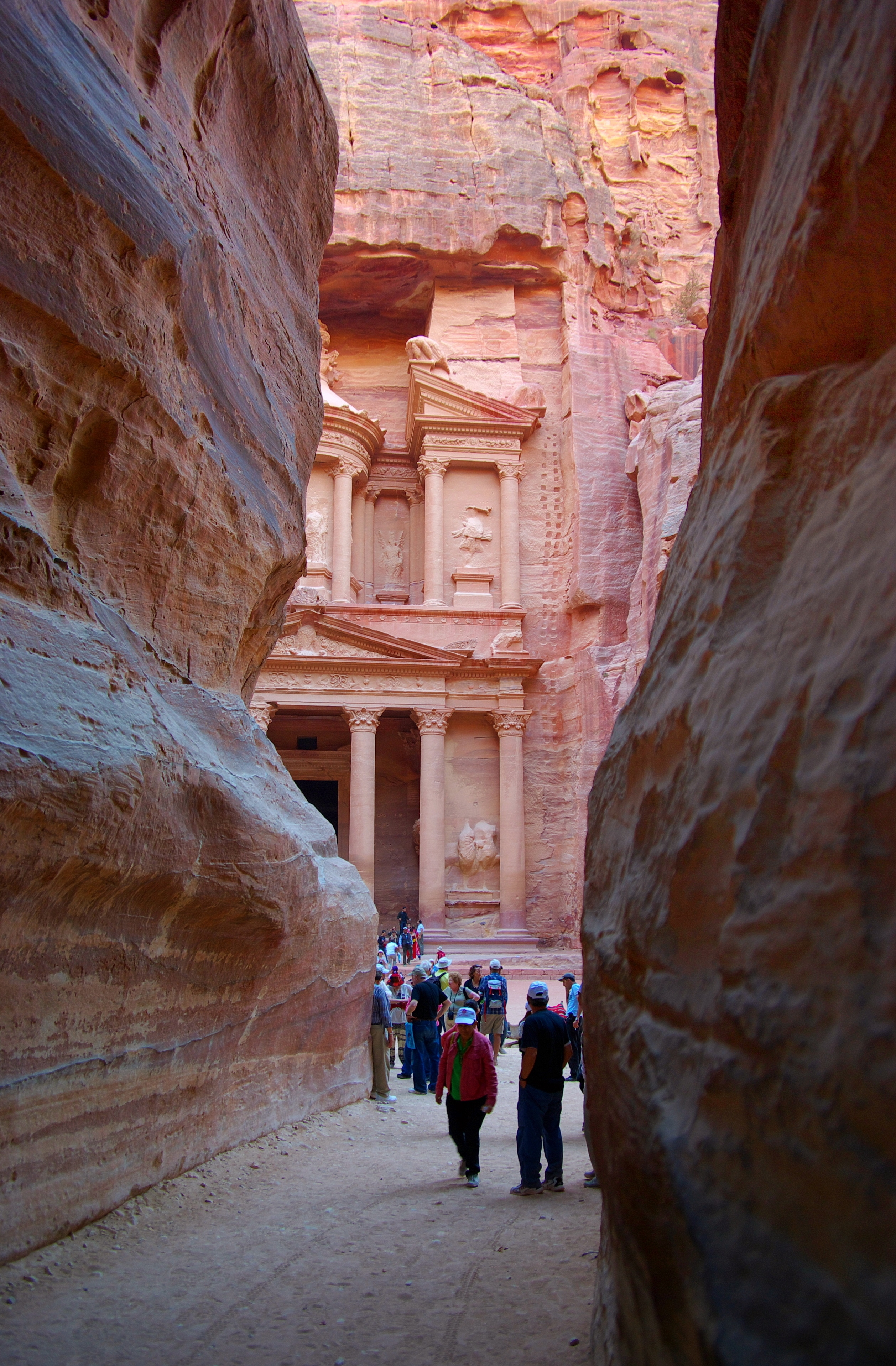
Jazneh Firaum ou 'Tesouro do faraó' ao complexo de Petra, Jordânia

Denomina-se arquitetura rupestre (do latim rupes, 'rocha'), as construções escavadas ou esculpidas em covas, grutas ou paredes rochosas, pelas civilizações antigas.
Ainda que num sentido estrito o termo rupestre esteja ligado às operações em pedra ou rocha, a arquitetura rupestre assemelha-se com aquelas arquiteturas produzidas por substracto (em contraposição às arquiteturas criadas por adição ou "construídas"), motivo pelo qual não é estranho ver este termo associado às chamadas arquiteturas escavadas, subterrâneas ou troglodíticas.
As arquiteturas escavadas em rocha surgiram em toda a parte do mundo com usos tão variados como cidades, casas, aljubs, sitges, templos ou tumbas. As primeiras manifestações destas construções remontam à pré-história, e é possível verificar uma produção significativa até a Idade Média.
A arquitetura rupestre surge naquelas zonas onde abunda a pedra macia, como o caso do tufo vulcânico (Capadócia, Turquia), o Arenito (Petra, Jordânia; ou as cidades Anasazi nos Estados Unidos), ou também a pedra calcária ou basáltica. Em terrenos mais degradados também surgiram com frequência arquiteturas escavadas ou enterradas, especialmente em climas muito quentes, na busca de ambientes mais frescos para a morar, e com mais frequência ainda como armazenamento de alimentos. Estas últimas arquiteturas, como não foram escavadas em rocha pura, precisam duma subestructura ou algum tipo de paramento ou material separador ou sustentador do terreno, isto é, como estão construídas em vez de esculpidas, não pertencem estritamente ao âmbito rupestre.
Também se costuma englobar dentro da arquitetura rupestre a chamada arquitetura monolítica, termo usado para designar as obras de arquitetura resultantes do corte de uma única pedra, como de esculturas habitáveis se trata-se.
Algumas obras rupestres foram qualificadas como Património da Humanidade pela UNESCO: como o Hal Saflieni, Cerveteri e Tarquínia, Bamian, Göreme, Ivanovo, Guelarde, Longmen, Yungang, Ajantā, Ellora ou Forte de Samaipata (considerado a maior obra de arquitetura rupestre do mundo).